# Barlassina (Lombardei)

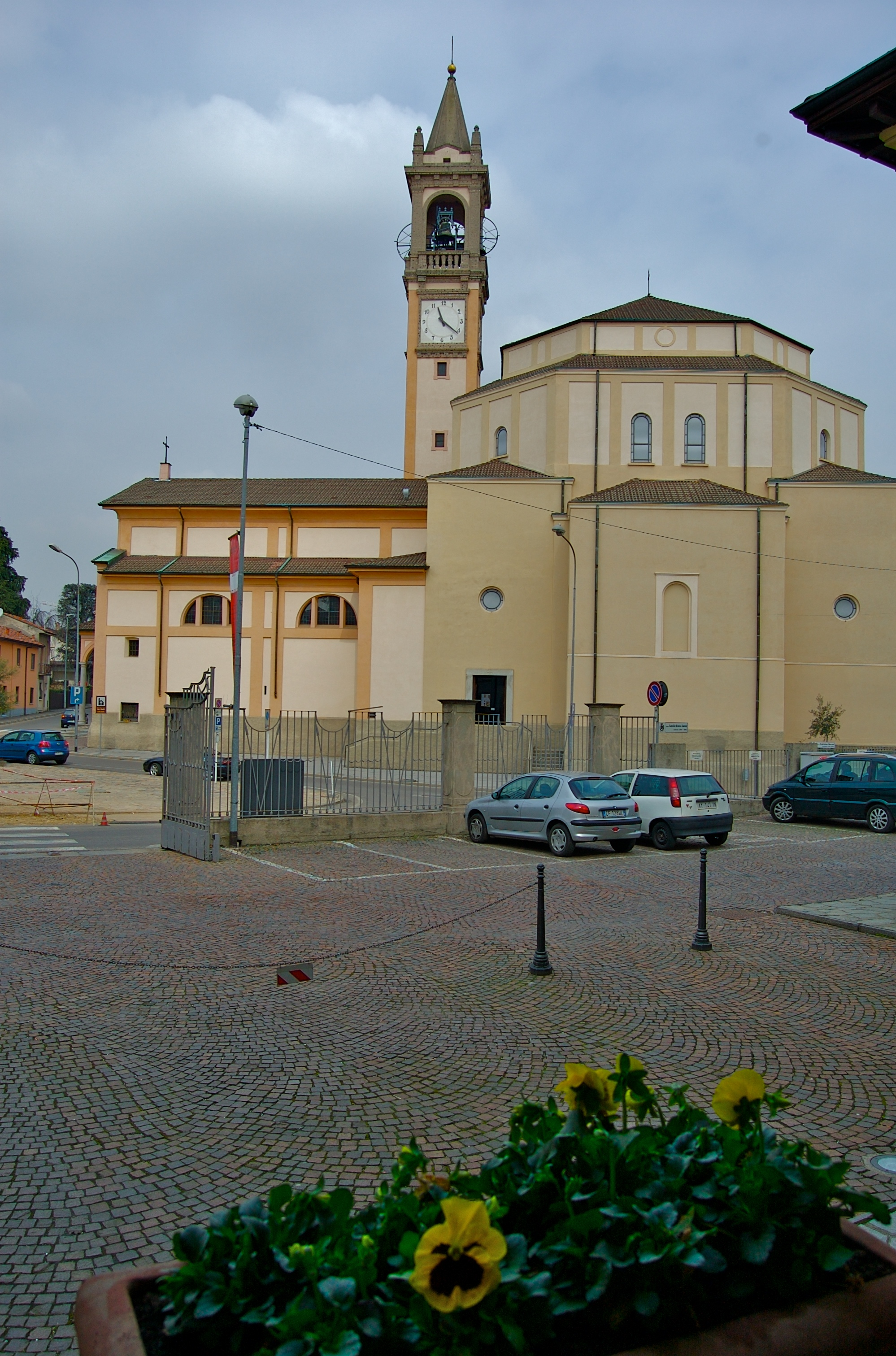
San Giulio in Barlassina

Barlassina ist eine norditalienische Gemeinde (comune) mit 6896 Einwohnern (Stand 31. Dezember 2023) in der Provinz Monza und Brianza in der Lombardei.

## Geographie
Die Gemeinde liegt etwa 13 Kilometer nordwestlich von Monza und etwa 21 Kilometer nordnordwestlich von Mailand am Parco delle Groane am Lambro.

## Geschichte
Erstmals urkundlich erwähnt wird Barlassina als Barnasina in einem Dokument des Pietrino von Rom.

## Verkehr
Barlassina liegt an der Strada Statale 35 dei Giovi. An der Bahnstrecke Mailand-Canzo-Asso bestand auf dem Abzweig zwischen Seveso und Camnago-Lentate sul Seveso ein Haltepunkt, der mittlerweile geschlossen ist.

## Persönlichkeiten
- Giovannangelo Porro (1451–1505), Serviter, Heiliger der römisch-katholischen Kirche
- Clemens XIII. (1693–1769), Papst
- Emilio Longoni (1859–1932), Maler
- Valentino Vago, Maler
- Claudio Borghi, Bildhauer
- Gervasio Gestori (1936–2023), Bischof von Bistum San Benedetto del Tronto-Ripatransone-Montalto

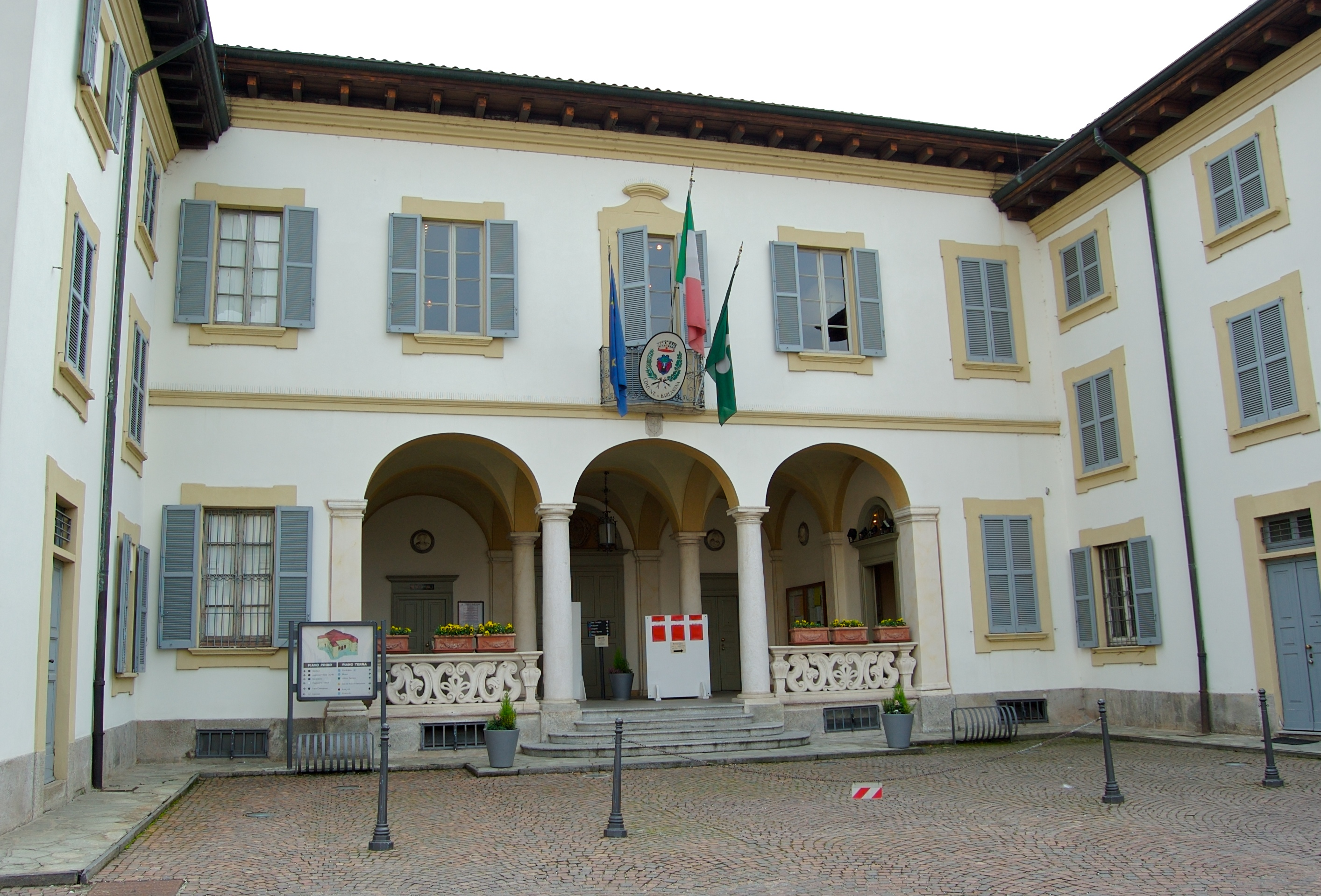
Gemeindeverwaltung Barlassina

- Mario Asnago, Architekt